# Sainte-Colombe-de-Peyre
Pour les articles homonymes, voir Sainte-Colombe et Peyre.
Sainte-Colombe-de-Peyre est une ancienne commune française, située dans le département de la Lozère en région Occitanie. C'est depuis le 1er janvier 2017 une commune déléguée de la commune de Peyre en Aubrac. Ses habitants sont appelés les Sainte-Colombains.

## Géographie

### Localisation
La commune est située dans le Massif central, en Aubrac (région naturelle). 

### Communes limitrophes
|                       | La Chaze-de-Peyre (Peyre en Aubrac) |                                          |
| Prinsuéjols-Malbouzon | Sainte-Colombe-de-Peyre             | Saint-Sauveur-de-Peyre (Peyre en Aubrac) |
|                       | Le Buisson                          |                                          |

### Hydrographie
Le Triboulin prend sa source sur le hameau de Lasfonds situé sur le territoire de l'ancienne commune de Sainte-Colombe-de-Peyre et se jette dans la Truyère.

## Toponymie
En occitan, peyre signifie « pierre ».

## Politique et administration
| Période      | Période  | Identité       | Étiquette | Qualité |
| ------------ | -------- | -------------- | --------- | ------- |
| janvier 2017 | mai 2020 | Émile Chabert  |           |         |
| mai 2020     | En cours | Vincent Hermet |           |         |

| Période | Période       | Identité                   | Étiquette | Qualité |
| ------- | ------------- | -------------------------- | --------- | --- |
| 1806    | 1830          | César Bessière             |           | |
| 1830    | 1843          | Jean Antoine Prouzet       |           | |
| 1843    | 1871          | Jean Antoine Hermabessière |           | |
| 1871    | 1881          | Jean Jacques Castanier     |           | |
| 1881    | 1884          | Auguste Prouzet            |           | |
| 1884    | 1907          | Baptiste Boissonnade       |           | |
| 1907    | 1912          | Prosper Salles             |           | |
| 1912    | 1914          | Félix Castanier            |           | |
| 1914    | 1944          | Léopold Osty               |           | |
| 1944    | 1969          | Antonin Moulin             |           | |
| 1969    | 1995          | Léon Dalle                 | DVD       | Inspecteur général de l’administration de l’Éducation nationale, conseiller général du canton d'Aumont-Aubrac (1973-1998) |
|         |               |                            |           | |
| 2001    | 2008          | Jean-Louis Prouhèze        |           | |
| 2008    | décembre 2016 | Émile Chabert              |           | |

## Démographie
L'évolution du nombre d'habitants est connue à travers les recensements de la population effectués dans la commune depuis 1793. À partir du 1er janvier 2009, les populations légales des communes sont publiées annuellement dans le cadre d'un recensement qui repose désormais sur une collecte d'information annuelle, concernant successivement tous les territoires communaux au cours d'une période de cinq ans. 
Pour les communes de moins de 10 000 habitants, une enquête de recensement portant sur toute la population est réalisée tous les cinq ans, les populations légales des années intermédiaires étant quant à elles estimées par interpolation ou extrapolation. Pour la commune, le premier recensement exhaustif entrant dans le cadre du nouveau dispositif a été réalisé en 2004,.
En 2014, la commune comptait 190 habitants, en évolution de −5 % par rapport à 2009 (Lozère : −1,04 %, France hors Mayotte : +2,49 %).
| 1793 | 1800 | 1806 | 1821 | 1831 | 1836 | 1841 | 1846 | 1851 |
| ---- | ---- | ---- | ---- | ---- | ---- | ---- | ---- | ---- |
| 693  | 497  | 789  | 515  | 630  | 561  | 602  | 628  | 578  |

| 1856 | 1861 | 1866 | 1872 | 1876 | 1881 | 1886 | 1891 | 1896 |
| ---- | ---- | ---- | ---- | ---- | ---- | ---- | ---- | ---- |
| 560  | 529  | 525  | 573  | 585  | 575  | 526  | 508  | 519  |

| 1901 | 1906 | 1911 | 1921 | 1926 | 1931 | 1936 | 1946 | 1954 |
| ---- | ---- | ---- | ---- | ---- | ---- | ---- | ---- | ---- |
| 519  | 547  | 544  | 438  | 441  | 425  | 411  | 343  | 312  |

| 1962 | 1968 | 1975 | 1982 | 1990 | 1999 | 2004 | 2009 | 2014 |
| ---- | ---- | ---- | ---- | ---- | ---- | ---- | ---- | ---- |
| 284  | 243  | 209  | 191  | 176  | 203  | 223  | 200  | 190  |

## Culture locale et patrimoine

### Lieux et monuments
- L'église Sainte-Colombe
- Le lac du Moulinet (en limite de la commune et de celle du Buisson)
- Le rocher du Cher

### Héraldique
| Sainte-Colombe-de-Peyre | Le blasonnement de Sainte-Colombe-de-Peyre est : d'azur aux deux colombes affrontées d'argent, au chef du même chargé d'une aigle de sable. |